# Kasberget (kulle i Finland, Nyland)
Kasberget är en kulle i Finland. Den ligger i Kyrkslätt i landskapet Nyland, i den södra delen av landet, 30 km sydväst om huvudstaden Helsingfors. Toppen på Kasberget är 47 meter över havet.
Terrängen runt Kasberget är platt. Havet är nära Kasberget söderut.  Närmaste större samhälle är Kyrkslätt, 9,2 km norr om Kasberget. 